# KPMG Football Clubs’ Valuation
In der Football Clubs’ Valuation der Wirtschaftsprüfungsgesellschaft KPMG werden jährlich die Unternehmenswerte von 32 der stärksten Fußballvereine Europas gelistet und verglichen. Sie wurde erstmals 2016 veröffentlicht.

## Methode und Kriterien
Anders als bei der Deloitte Football Money League bzw. den Forbes Soccer Team Values, werden hier nicht die Erlöse oder Marktwert, sondern der Enterprise Value verglichen, außerdem ist die Liste strikt auf europäische Klubs (UEFA-Mitgliedverbände) beschränkt. Die Auswahl der Klubs, die in das Ranking aufgenommen werden erfolgt auf Basis des Umsatzes, sportlichen Erfolgs (UEFA-Klub-Koeffizient) und ggf. Social-Media-Performance.
Die Liste wird jährlich im Frühsommer auf Basis der Werte vom Jahresbeginn veröffentlicht.

## Ranking 2017
Mit Manchester United ist erstmals ein Klub mit mehr als 3 Milliarden Euro und alle Klubs der Top-10 werden nun jeweils mit mindestens 1 Milliarde Euro bewertet. Die meisten (26) der 32 gelisteten Klubs stammen aus den 5 großen europäischen Ligen. Allerdings stellt die Süper Lig mit drei Teams ebenso viele Mitglieder, wie die Fußball-Bundesliga und die Ligue 1. Die Eredivisie ist mit zwei und die Primeira Liga mit einem Team vertreten.
| Rang | Klub              | Unternehmenswert [in Millionen Euro] | jährl. Wachstum |
| ---- | ----------------- | ------------------------------------ | --------------- |
| 1    | Manchester United | 3.095                                | 7 %             |
| 2    | Real Madrid       | 2.976                                | 2 %             |
| 3    | FC Barcelona      | 2.765                                | 0 %             |
| 4    | FC Bayern München | 2.445                                | 14 %            |
| 5    | Manchester City   | 1.979                                | 22 %            |
| 6    | FC Arsenal        | 1.956                                | 18 %            |
| 7    | FC Chelsea        | 1.599                                | 10 %            |
| 8    | FC Liverpool      | 1.330                                | 4 %             |
| 9    | Juventus Turin    | 1.218                                | 24 %            |
| 10   | Tottenham Hotspur | 1.011                                | 26 %            |

## Ranking 2016
| Rang | Klub              | Unternehmenswert [in Millionen Euro] |
| ---- | ----------------- | ------------------------------------ |
| 1    | Manchester United | 2.905                                |
| 1    | Real Madrid       | 2.905                                |
| 3    | FC Barcelona      | 2.758                                |
| 4    | FC Bayern München | 2.153                                |
| 5    | FC Arsenal        | 1.663                                |